# 왕걸
왕걸(중국어 정체자: 王傑, 간체자: 王杰, 병음: Wáng Jié 왕지에[*] 광둥어: Wong4 Kit6 윙킷, 1962년 10월 20일 ~ ), 영어 이름으로 데이브 왕(Dave Wang)은 대만 출신의 가수이자 음반 프로듀서, 작사가, 작곡가, 영화 배우다. 아명은 왕다웨이(중국어 간체자: 王大伟, 정체자: 王大偉, 병음: Wáng Dàwěi)다.
장학우, 등려군과 함께 중화권에서 전설적인 앨범 판매량을 보유하고 있는 자수성가형 가수다. 그는 감동을 주는 목소리와 그의 별명인 낭자(浪子)의 이미지를 결합하여 동아시아 가요계를 석권하였다.
1987년 대만에서 정식 가수 데뷔 후, (2014년 기준) 음반 총판매량이 8700만장이 넘는다고 한다. 대만에서는 제진(齊秦), 주화건, 동안격(童安格)과 함께 대만 가요계의 4대천왕으로 불렸다.
대표곡으로는 《일장유희일장몽(一場遊戲一場夢)》, 《안니(安妮; Annie)》, 《망료니망료아(忘了你忘了我)》, 《니시아흉구영원적통(你是我胸口永遠的痛》, 《시부아진적일무소유(是否我真的一無所有)》, 《수명낭자심(誰明浪子心)》, 《가태원료(家太遠了)》, 《심통(心痛)》, 《망기니불여망기자기(忘記你不如忘記自己) - 광동어판은 冰冷長街(빙냉장가)》, 《불낭만죄명(不浪漫罪名)》 등이 있다.
1993년 대한민국의 한겨레에서 있었던 설문조사의 결과에 따르면, 그는 (한국의 가수들을 제외한) 아시아권 가수 인기 순위에서 3위에 들기도 했다. 또한 대만 출신 가수 중에서도 한국에서 가장 인기가 많았던 터라 앨범 홍보차 1993년 9월 8일부터 3박 4일간 내한하여, 팬미팅과 사인회를 열었고, KBS 2TV 지구촌 영상음악에 출연하였다. 그는 지구촌 영상음악에서 영어곡인 Right Here Waiting을 불렀다. 1993년 당시에 한국의 언론 매체에서는 그를 '아시아의 가성(歌聖)'으로 불렀다.
혈액형은 O형이며, 별명으로 낭자(浪子), 우울가왕(憂鬱歌王), 고응(孤鷹), 비가(悲歌)의 제왕, 아시아의 가성(歌聖)등이 있다.

## 생애
| “ | 어제의 방랑자, 오늘의 거성, 내일의 전설. (昨日的浪子、今日的巨星、明日的傳奇) | ” |

왕걸은 1962년 10월 20일에 홍콩의 쇼브라더스 영화사 소속 배우로도 활동했던, 배우 왕협(王俠) 의 자녀로 태어났다. 그는 그의 아버지인 왕협이 쇼브라더스 영화사와 계약한 이후로 홍콩에서 유년시절을 보냈다. 1970년대에는 아버지의 영향으로 영화 귀태감(鬼太監)에서 아역배우로 활동하였고, 이후 홍콩 영화와 대만 영화에서 아역 배우로 활동하였다. 그는 1978년 작인 《살절(殺絕)》에서는 적룡이 맡은 배역의 아역으로 출연하기도 했다. 아역 배우로 활동할 시기에 홍콩에서 그를 알아보는 사람들도 있었다.
미국계 개신교 기숙사 학교인 화남삼육서원 부설 중학부(華南三育書院 附設中學部)에 재학 중이던 1974년에 그의 부모가 이혼하면서 부모에게 버림을 받아 양육비를 비롯한 경제적 지원을 일절 받지 못하였다. 부모의 이혼 후 그가 10대 시절 홍콩에 거주할 때 그의 부모는 그를 두 번만 찾아가는 등 그에게 전혀 신경을 쓰지 않았다. 생사의 고비를 넘길 정도로 부모에게 학대를 받아온 그였기에, 그는 부모의 방치와 무관심에 해방감을 느끼기도 했다. 그러나 명절을 비롯한 대부분의 날들을 학교에서 보내다 보니, 명절 때 친구들 부모님이 그에게 음식을 나눠주었지만, 학교로 오는 사람들 중에서 그를 찾아 오는 사람들은 없기에 (친구들과 대조적인 자신의 삶에 대해) 마음속은 고통으로 가득찼었다. 그는 학교의 청소부로 일하면서 학비를 충당하기도 했고, 학교 선생님이 대신 그의 학비를 내주었기에 학업을 마칠 수 있었다.
이러한 일들을 겪으며 그는 매우 조숙해졌으며, 한편으로는 우울하면서도 감상적인 성향을 지니게 되었다. 그는 음악을 배우고, 악기를 배우고 연주하며 마음을 달랬고, 루마니아계 학교 음악 선생님으로부터 노래를 부르는 방법을 배우며 가수의 꿈을 키워나갔다. 그는 13살(대만 나이로 13살)에 작곡을 시작하였으며, 14살에는 와와재곡료(娃娃在哭了: 아이가 울고 있어요)를 작사, 작곡하게 된다. (이 노래는 그의 국어 2집 앨범인 《망료니망료아(忘了你忘了我, 1988》에 실리게 된다.) 그는 2003년 《오락관관 쇼(娛樂串串SHOW)》와의 인터뷰에서 미국계 개신교 학교를 다녔기 때문에 학교에서는 영어를 써야했고, 홍콩 친구들과 어울리기 위해서는 광동어를 써야했기 때문에 대만계 가정(왕걸의 부모는 대만 국적자다.)에서 자라 표준 중국어가 더 익숙한 그에겐 학교 적응 자체가 쉬운 일이 아니었다고 회고하였다. 또한 자신은 자신의 조숙하면서도, 내성적인 성격 때문에 학창시절에 친구가 별로 없었다고 하면서, 13살 때부터 학교에서 그의 별명이 낭자(浪子: 유랑자, 방랑자)가 되었다는 사실을 밝히기도 했다.
그는 화남삼육서원 중학부의 7년 과정을 마친 뒤, 화남삼육서원 대학부에서 물리학을 전공했으나, 1년 정도 다니다가 교수와 싸워서 퇴학되었다. 대학 중퇴 후 '새장집(籠屋·농옥: 닭장집으로도 불리는 집이다.)'에서 거주하면서 길거리에서 매예(賣藝, 예술적 끼를 보여주고 약간의 보수를 받는 것이라고 한다.)를 하기도 하고 일용직을 하며 생계를 꾸려나가다가, 친구들과 17살에 대만으로 거주지를 옮겼다. 대만에서 한 여성을 만나 약 1년 간의 연애 후, 1981년에 첫번째 결혼을 하였다.
그는 홍콩 여권을 소지하였지, 대만 시민권자가 아니었기에 대만에서 안정적으로 취업할 수 없어 태권도 사범, 스케이트 코치, 페인트공, 택시 기사, 택배 기사, 웨이터, 바텐더, 요리사, 스턴트 맨 등의 직업을 전전하면서 생활비를 마련했으나, 경제적으로 궁핍한 삶을 살 수 밖에 없었다. 부모의 이혼 후 부모로부터 버림을 받아서 10대 초반부터 고아나 다름없는 삶을 살았던터라 여유로운 삶을 살 수 없었다.
그는 대만 시민권을 얻기 위해 중화민국의 푸젠 성의 진마(金馬·금마) 지구 진먼현 례위향 다단섬(大膽島)에서 3년간 군 복무를 하였다. 그가 군 복무를 하게 되면서 임신한 부인을 그의 어머니와 외삼촌에게 맡겼는데, 휴가를 나와 그의 어머니가 사는 집으로 찾아가니 아기만 남아있고 부인은 집에 없었다고 한다. 왕걸 어머니의 핍박과 생활고를 견디다 못한 부인이 딸을 조산(早産)한 뒤에 집을 떠나면서 첫번째 이혼을 하게 된다. 이혼한 이후에 왕걸은, 첫번째 전 아내가 임신하였을 때 '그의 어머니가 아내를 돌보지 않고 집에서 늘 사람을 찾아 춤을 추며 아내에게 같이 춤을 추기를 요구했고, 그의 어머니가 (춤추기를 비롯하여) 자신의 각종 요구를 거절하는 아내를 을러서 내쫓았기에, 그의 전 부인은 이를 견디지 못하고 어쩔 수 없이 자신의 딸을 두고 그의 어머니 곁을 떠났다.'는 사실을 알게 되었다고 한다.
그는 전역 후 혼자서 딸을 키우면서 전 부인에 대해 수소문해도 찾을 수 없었다. 그가 가수로 데뷔한 후 명성을 얻어 경제적 상황이 좋아진 이후에도 전 부인(첫번째 전 부인)에 대해 여러 번 수소문하였지만 소식을 전혀 들을 수가 없었다. 왕걸은 방송 프로그램 인터뷰에서 '여러 해가 지나고 나서야 왕걸은 전 부인을 찾는 것에 대해, 그의 어머니가 중간에서 방해했다는 것을 알게 되었으며, 어머니의 그런 행위를 이해할 수 없었다.'고 말하면서, 이 일에 대해 그의 일생에서 유감스러웠던 일중의 하나였다고 언급하였다. 전역 후에도 경제적으로 힘들었기에 홀로 딸을 키우면서 힘들고 고된 나날을 보냈다. 딸에게도 제대로 된 식사를 해주지 못 했을 뿐더러 자신도 굶는 적이 많았다.
택시기사로 일할 때 그는 항상 두 살배기 딸을 택시에 같이 태운 채, 도처의 승객들을 받으며 분주한 날들을 보냈다. 어느 심야에 한 명의 손님을 만났는데, 그 손님은 왕걸이 택시에 어린 딸을 태우고 일하는 택시를 운전하는 모습에 동정심을 느껴 1000위안을 주면서, 그보고 일찍 퇴근하여 딸을 데리고 집에 들어가서 휴식을 취하라고 하였다. 손님의 온정에 자신이 보잘것없는 존재라고 느낀 그는 마음이 쓰려서 곡(1991년에 발매한 앨범 《망기니불여망기자기》에 실린 《영원유랑(永遠流浪》이다.)을 쓰게 되었다. 택시 기사 뿐만 아니라 공사장에서 일을 하기도 했는데, 딸을 맡길 곳이 없어서 공사장에도 대동했었고 심한 경우에는 집이 없어서 딸과 같이 길에서 노숙을 했다. 스턴트 맨, 택시기사 등을 비롯한 각종 직업을 떠돌면서 심하게 다쳤을 때는 손목이 부러지기도 했으며 철근이 허벅지를 관통하여 400여 바늘을 꿰매기도 했다.
그는 리틀 그래스(Little Grass), 노던 윈드(Northern Wind)와 같은 예명으로 활동하며 다른 가수들에게 곡을 써주면서 작곡가로도 활동했다. 또한 라이브 카페에서 댄 힐(Dan Hill)의 《Sometimes when we touch》를 비롯한 팝송 등을 부르며 언더그라운드 가수로도 활동했지만, 음색이 처량하다고 라이브 카페에서 해고되기도 했다.

## 가수 활동

### 1980년대
1987년 마침내 인생의 열악한 환경에서 벗어나게 된 기회를 만나게 된다. 음반 프로듀서 이수전(李壽全)이 우연히 그의 데모 테이프를 듣고 그의 목소리가 특별하다고 여겨 그의 앨범을 발행해주기로 결정했기 때문이다. 1987년 12월 19일에 이수전이 프로듀싱한 앨범 《일장유희일장몽(一場遊戲一場夢)》을 발매하면서 가수로 정식 데뷔하였다. 왕걸이 데뷔 하기 전, 당시 대만 가요계는 기교를 넣어 부르는 노래가 대세였는데, 그는 기교를 거의 넣지 않고 불렀던데다가 음색이 처량했기에 아무도 그의 대성공을 점치지 않았다고 한다.
관련된 일화를 하나 예로 들자면, 왕걸이 음반 《일장유희일장몽(一場遊戲一場夢)》을 낸지 얼마 안 되었을 때 기획사 동료가 그에게 예상 음반 판매량을 물었다고 한다. 당시 신인이었던 왕걸은 자신의 앨범의 예상 판매량에 대해 "적어도 30만장이 팔리지 않을까."라고 대답하였고, 기획사 동료는 그 대답을 듣고 비웃었다고 한다. 당시 가장 잘 팔린 앨범들도 앨범 발매 1년이 지나서야 단일 앨범 누적판매량이 30만장이었던 대만 가요계의 현실에 대해, 왕걸이 정확하게 파악하지 못했다고 생각했기 때문이었다.
그러나 동명의 타이틀곡인 《일장유희일장몽(一場遊戲一場夢, 영문명 : A Game A Dream)》은 장애가(张艾嘉) 감독의 영화 《황색고사(黃色故事)》에 삽입되면서, 그는 가수로서 큰 인기를 누리게 되었고, 1988년 제25회 금마장에서 삽입곡상(最佳電影插曲)을 수상하였다. 이 노래는 6개월 이상 대만 음악 순위에서 정상권에 머물렀다고 한다. 타이틀곡 뿐만 아니라 그의 데뷔 앨범이 당시 대만 음악 차트에서 1위를 차지하면서 고생끝에 낙을 맞이하게 된다. 왕걸의 데뷔 앨범 《일장유희일장몽(一場遊戲一場夢)》은 2010년대 기준으로 전세계에서 약 1800만장이 팔렸다고 한다.
1988년 7월 11일에는 국어 2집 앨범 《망료니망료아(忘了你忘了我, 타이틀곡 : 망료니망료아)》를 발매한다. 이 앨범은 발매한지 얼마 되지 않아 40만장 이상 판매되면서, 왕걸은 일장유희일장몽과 함께 대만에서 연속으로 정규 앨범을 각각 60만장 이상을 판매한 가수가 되었다. 앨범 망료니망료아에는 영화 열혈남아(원제목 : 旺角卡門)의 대만판 OST인 《망료니망료아》와 《니시아흉구영원적통(你是我胸口永遠的痛)》, 그가 조연으로 출연한 대만 영화 《천재소병(天才小兵)》 OST인 《소년적심(少年的心)》과 《양아영원애니(讓我永遠愛你)》, 그가 14살에 작사 작곡한 《와와재곡료(娃娃在哭了)》 등이 실려있다. 앨범 《망료니망료아》는 1988년 대만의 10대 베스트셀러 레코드에서 1위를 차지하였으며, 타이틀 곡인 《망료니망료아》와 앨범 수록곡인 《니시아흉구영원적통》은 싱가포르 차트 순위에서 1위를 차지하였고, 말레이시아에서도 큰 인기를 끌었다.
그는 성공적인 데뷔 후 대만에서 새로운 앨범이 나올 때마다 (앨범 발매 당시를 기준으로) 20~70만장의 앨범 판매를 기록하며 대만 가요계의 전설이 되었고, 대만, 홍콩, 싱가포르, 말레이시아에서도 그의 노래는 각종 드라마와 영화의 ost로 수록되었다. 데뷔 앨범부터 3번째 정규앨범인 《시부아진적일무소유(是否我眞的一無所有)》까지 현대 대만 가요계 역사상 최초로 연속으로 3장의 앨범이 (앨범이 발매된 해에) 60만장 이상 팔린 최초의 가수가 되었다.
그는 1988년부터 그가 작곡한 《안니(安妮)》의 광동어 곡인 《가능(可能)》과, 임억련(林憶蓮)과 같이 부른 《환유(還有)》로 홍콩에서 활동하였으며, 1989년 2월에 광동어 1집 앨범인 《고사적각색(故事的角色)》을 발매하게 된다. 《고사적각색》에 수록된 《가능》과 《기분상심기분치(幾分傷心幾分癡)》로 홍콩 가요프로그램에서 1위를 수상하였다.
이어 1989년 3월에는 타니무라 신지, 조용필, 원표 등과 같이 오키나와에서 있었던 팍스 뮤지카(Pax Musica) 89에 대만 가수로 참여하였다.
1989년 5월에 홍콩에서 그의 국어(보통화) 앨범인 《일장유희일장몽》과 《망료니망료아》가 발매된다. 그의 데뷔 앨범 《일장유희일장몽》에 실린 《점기저일사(惦記這一些)》는 홍콩 가수 진백강이 부른 1989년에 광동어 곡인 《일생하구(一生何求)》로 리메이크 될 정도로, 그의 데뷔 앨범의 수록곡들은 홍콩에서도 큰 사랑을 받았다. 1989년에 홍콩 TVB에서는 그가 거주하는 대만에 직접 찾아가 그와 그의 지인들을 직접 인터뷰하고, 그가 직접 자신의 과거 일부시절을 재연하기도 한 《왕걸음악자전 - 낭자심곡(王傑音樂自傳 - 浪子心曲)》을 방영하기도 했다.
1989년 8월에 국어 4집 앨범 《고성(孤星)》이 대만, 싱가포르, 말레이시아에서 동시 발매되었으며, 역시 같은 달에 발매한 광동어 2집 《수명낭자심(誰明浪子心)》의 타이틀 곡인 《수명낭자심(誰明浪子心)》이 홍콩에서 엄청난 히트를 치면서, 1990년 홍콩의 '1989년의 십대경가금곡 시상식(十大勁歌金曲頒獎典禮)'에서 진백강의 일생하구, 매염방의 석양지가 등과 함께 '1989년의 십대경가금곡'으로 수상하였다. 또한 '1989년 십대경가금곡 시상식'에서 왕걸은 관숙이와 함께 신인상도 받게 된다.
이어 1990년에는 1989년도 십대중문금곡시상식에서 신인상 중에서 금상과 작곡상을 받게 된다.
이후 그는 홍콩과 대만을 오가면서 TV 드라마(養子不教誰之過, 血濺塘西), 영화(늑대 7(七匹狼) 1편과 2편, 지존무상 2 - 영패천하(至尊無上II之永霸天下, 1991년 개봉), 사막의 드래곤(戰龍在野, 1992년 개봉) 등)에도 주연으로 출연하게 된다. 왕걸은 그 당시 대만의 남가수 중에서 가장 인기 많은 가수였기 때문에, 1990년 상반기 대만 華視(CTS)에서 방영된 드라마 《양자불교수지과(養子不教誰之過)》에 주인공으로 캐스팅되었고, 그는 당시 대만 드라마에 출연한 배우 중에서 가장 높은 출연료를 받았다. 이는 당시 중화권 드라마 시장을 통틀어 가장 고액의 드라마 출연료를 받던 홍콩의 정소추에 이어 2위를 기록하였다고 한다.
가수 데뷔 전 스턴트 맨으로도 활동한 이력이 있기 때문에, 그는 액션 연기에서 대역 없이 위험한 장면들을 모두 연기하였다고 한다. 안전 장비 없이 연기한 적도 있었으며, 1989년 4월에 개봉한 영화 늑대 7의 촬영 중에는 손목과 팔을 다친 적도 있었다고 한다.
그는 데뷔 앨범인 《일장유희일장몽(一場遊戲一場夢》부터 자신이 작사, 작곡한 곡을 실었으며, 자신의 앨범 수록곡 중 일부 곡들의 기타 반주를 직접 연주하기도 했다. 1988년 8월에 발매된 컴필레이션 음반 《열화청춘(烈火青春)》의 타이틀곡인 《열화청춘(烈火青春)》에서는 기타 연주자로 곡 녹음에 참여하기도 했다.

### 1990년대
1990년 1월에 발매한 《향태양노후(向太陽怒吼)》부터 왕걸이 직접 앨범 제작에 참여하였다. 향태양노후는 왕걸이 자신의 스튜디오(Wang 스튜디오)를 세운 후 제일 처음으로 왕걸 자신이 제작에 참여한 표준 중국어(국어) 앨범이었다. 앨범 《향태양노후》의 수록곡들은 대만, 말레이시아, 싱가포르의 각종 차트에서 1위를 차지했다.
또한 1990년에는 그의 데뷔 앨범인 《일장유희일장몽》에 실린 자작곡 《풍화무(風和霧)》는 홍콩 가수 여방(呂方)이 부른 광동어 곡 《천로정미로(天老情未老)》로, 역시 《일장유희일장몽》에 실린 《설성진중(說聲珍重)》은 엽천문이 부른 광동어곡인 《진중(珍重)》으로 리메이크되면서 그의 노래들은 중화권에서 지지 않는 태양처럼 뜨거운 인기를 누렸다.
그는 가수 데뷔 후 학창시절부터 자신의 우상이었던 허관걸의 노래(예: 낭자심성(浪子心聲))를 그가 출연했던 TV 방송과 자신의 연창회에서 즐겨 불렀는데, 1991년 1월에는 허관걸의 《천재백치왕일정(天才白痴往日情)》을 국어곡인 《위료애몽일생(為了愛夢一生)》으로 리메이크하여 발매한다. 앨범 《위료애몽일생(為了愛夢一生)》과 동명의 타이틀 곡인 '위료애몽일생'은 '일장유희일장몽'처럼 그의 가수 일생 중 하나의 기점이 된 노래로 손꼽힌다. 《위료애몽일생》은 《일장유희일장몽》, 《망료니망료아》, 《안니》와 함께 라이브를 많이 선보일 정도로 그가 애착을 가진 노래였다. 앨범 《위료애몽일생》은 제3회 금곡장의 최우수 앨범상의 후보로 올랐을 정도로 그의 대표 앨범으로 자리잡았다.
1991년 7월에는 《지존무상 2 - 영패천하》의 국어판의 OST인 《망기니불여망기자기(忘記你不如忘記自己)》, 《심통(心痛)》이 수록된 앨범 《망기니불여망기자기(忘記你不如忘記自己)》를 발매하였다. 이 앨범은 대만 민생보가 선정하는 인기차트의 가을철 총 순위에서 1위를 수상한다.
1991년 11월에 왕걸은 가수로 데뷔한지 5년 이내에 총 13장의 앨범을 발행하였으며, 앨범 누적 판매량이 1000만장을 돌파하여, 그의 홍콩 소속사인 워너 뮤직 (홍콩 지사)에서는 '왕걸비월200백금신기원(王傑飛越200白金新紀元)'을 거행하며 그의 앨범 판매량를 축하하였다.
1992년 1월에 발매한 국어 앨범 《All By Himself》는 만화적 작품의 재킷을 특징으로 하며, 앨범의 이름 그대로 왕걸이 수록 곡들을 모두 작사, 작곡하였다. 《All By Himself》는 왕걸이 전곡을 작사, 작곡한 유일한 앨범으로, 해적판이 유포되는 것을 방지하기 위해 테이트가 먼저 발행하였고, CD는 테이프가 나온 뒤 한 달 반이 지난 뒤에 발행하였다. 《All by himself》는 1992년 아시아의 중국어권 음반 순위 차트(1992 亞州華語歌曲, 표준 중국어로 녹음된 음반 차트)에서 5위를 기록하였고, 1993년 옹포년경 금곡용호방(擁抱年輕 金曲龍虎榜)에서 수상하게 된다.
1992년 6월에 홍콩에서 발매한 광동어 앨범 《봉쇄아일생(封鎖我一生)》을 발매했으며, 동명의 타이틀 곡인 《봉쇄아일생》은 TVB 드라마 《대도장(大賭場)》의 주제곡으로 사용되었으며, 홍콩의 각종 차트에서 1위를 차지한다. 이어 봉쇄아일생은 1992년 제 2분기 경가금곡에 선정되었고, 그는 머지 않아 TVB 창사 25주년 드라마 《혈천당서(血濺塘西)》의 주연으로 촬영에 들어가면서 1개월도 안된 앨범 홍보기간을 마치게 된다.
《봉쇄아일생》이 발매되고 약 1달 뒤인 1992년 7월 3일 대만에서 발매된 국어 앨범 《영웅루(英雄淚)》는 발행 시기에 왕걸이 홍콩에서 드라마를 촬영하고 있던 시기기라서 대만에서 앨범 홍보를 할 시간이 매우 부족했다. 그러나 12주간 대만 대중 가요 순위 차트에서 최상위권을 기록하였으며, 8주 연속 판매량 10위 안에 등극하였다. (그리고 영웅루는 5주 연속 판매량 2위를 기록하였다.) 음반 《영웅루》는 1992년 아시아의 중국어권 음반 순위 차트에서 1위를 기록하였다.
1992년 10월에는 대만 가요계 최초로 싱글 앨범 《회가(回家)》를 발매하여 대만 가요계에 큰 반향을 일으켰다. 11월에는 그가 부른 영화와 드라마의 OST를 모은 앨범 《영시금곡(影視金曲)》이 발매되었으며, 이 앨범은 발매 2주만에 판매량이 20만장 이상을 돌파하였다.
1992년도에도 전성기를 달리던 그는 유덕화, 곽부성, 여명 등과 함께 대만 민생보에서 선정하는 '1992년도 10대 우상(1992 民生報十大偶像)'에 선정되었다.
광고OST로도 쓰였던 《회가(回家)》는 1993년 대만의 제5회 금곡장에서 최고 인기 가곡상(最佳年度歌曲獎)의 후보로 올랐다. 1993년에는 중국 CCTV 춘완(春晩)과 대만에서 회가의 무대를 선보였다.
그는 자신의 노래 《아능감각니재설황(我能感覺你在說謊)》의 뮤직비디오(1992년 작)에 출연한 모델 막기문(莫綺雯)과 약 1년간의 연애 끝에 1993년 4월 27일에 결혼식을 올렸다. 대만의 각종 예능 프로그램에서는 결혼식 관련 장면들을 보여주기도 하였고, 그의 결혼은 '외로운 매(孤鷹)는 외롭지 않다.', '왕자와 공주가 결혼한 것 같았다.'는 말이 나올 정도로 대만과 홍콩에서 엄청난 관심을 받았다.
1993년 5월에는 홍콩의 TVB에서 왕걸 부부를 초대하여 '왕걸신혼개심대파대(王傑新婚開心大派對)'라는 결혼 특집 예능 방송을 2부로 나눠 방영하기도 했다. 여기에 왕걸과 친분있는 연예인들이 그의 결혼을 축하하는 인터뷰 영상을 보내주거나 프로그램에 게스트로 직접 출연하여 축가를 불러주었고, 마지막으로 왕걸이 자신의 신곡인 광동어곡 타(她)를 부르면서 프로그램을 마쳤다.
이후 왕걸은 홍콩에서 연예계 활동은 잠정적으로 은퇴하였고, 대만에서는 배우 활동을 접고 가수로만 활동하였다.
앨범 《로(路)》의 홍보를 위해 음반 배급사인 워너 뮤직 코리아의 초청을 받아, 1993년 9월 8일부터 3박 4일간 내한하여 서울에서 팬미팅과 사인회를 열었다. 당시 그의 한국 팬클럽 이름은 호걸회(好傑會)였고, 서울에서 진행된 그의 팬 사인회에는 약 1,000여명의 팬들이 벌떼처럼 모였다고 한다.
KBS 2TV 지구촌 영상음악에 초청을 받아 출연하여 그의 앨범에 수록된 영어곡인 《Right Here Waiting》을 불렀다. 지구촌 영상음악에서 30분간 왕걸에 대한 개인 특집으로 방송되었는데, 이는 성룡, 유덕화 등 홍콩 연예인들을 제외하고 대만 가수 중에서는 최초로 단독 특집의 예우를 받은 것이라고 한다. 내한과 더불어 이 프로그램에 출연하면서 한국에서 왕걸의 인지도와 인기가 더 높아졌다. 1993년 12월 어느 단체의 설문조사의 중화권 가수 인기 순위에서 유덕화, 곽부성에 이어 3위의 인기를 차지하기도 했다.
그는 가수로 데뷔하기 전에는 가난한 삶으로 인해 끼니를 거른 적이 많았고, 식사를 하더라도 불규칙하게 식사를 했다. 가수 데뷔 후에는 삼시 세끼를 하고도 남는 돈을 벌었지만, 앨범을 발매를 하면 앨범 판매 순위 뿐만 아니라 타이틀 곡을 비롯하여 2,3곡까지 각종 음악 순위에서 1위를 차지하는 등의 엄청난 인기에 따른 무리한 스케줄과 과도한 인터뷰로 인해 식사를 제대로 할 수 없었다. 여기에 일에 대한 부담까지 더해져 세수를 하면서 울기도 했으며, 심한 경우에는 쓰러지기도 했다. 이로 인해 거식증이 반복되었고 거식증 증상은 재혼 이후에도 계속되었다.
1994년에는 거식증 증상이 심해지자, 심신의 안정을 위해 가족들과 캐나다로 이민을 갔고, 앨범 관련 활동 시기마다 대만에 입국하여 활동하였다. 거식증 증상이 크지 않았을 때는 대만의 각종 프로그램에 출연하며 앨범 홍보를 하기도 했다. 그러나 거식증 증상이 완화와 악화를 반복하면서, 심할 때는 앨범을 내고도 크게 활동을 하지 않았고 정신과 치료를 받기도 했다. (그의 거식증 증상은 1990년대 후반에 완치되었다.)
캐나다로 이주한 뒤로부터 대만에서는 앨범 관련 활동 위주로 하였다. 1994년에는 앨범 《지요설니애아(只要說你愛我)》를 홍보하기 위해 캐나다에서 대만으로 오자, 그를 보러 팬들이 예상보다 많이 왔었다고 한다. 그래서 계획했던 쇼케이스보다 더 크게 쇼케이스를 열었다.
1994년 10월에는 한국의 한 공연 업체에서 장학우, 오기륭, 주혜민, 왕걸, 초맹 등을 비롯한 중화권 가수들을 초청하여 잠실 올림픽 체조경기장에서 '스피드 94' 콘서트를 열려고 했으나, 같은 날 같은 장소로 대관 신청을 하였던 로저 클린턴 콘서트의 주최측과 장소 사용의 문제를 조정하지 못하여 콘서트는 취소되었다.
그는 1996년에 Pony Canyon(波麗佳音) 대만 지사로 소속사를 옮겼으며 팬클럽을 재편성하였다. 1996년에는 이전의 앨범과 다른 방향의 곡들이 담긴 앨범 《수족정심(手足情深)》, 《망료소유(忘了所有)》를 발매하면서 이전 시기의 앨범 보다는 저조한 판매를 기록하게 된다. 이 시기 발매된 노래들은 변화를 추구하였으나 상업성에 연연하지 않았으며, 대만 음악 시장에 반향을 일으키는 데는 상당한 한계가 있었다.
그는 학창시절과 언더그라운드 시절부터 영문곡을 즐겨불렀으며 존 레논과 댄 힐(Dan Hill)의 음악을 접하면서 그들에게 음악적 영향을 많이 받았다. 가수 데뷔 후 발매했던 정규 앨범에 그가 리메이크한 영문 팝송과 자작 영문곡을 싣기도 했던터라, 1996년 8월에, 1989년에 발매한 앨범 《고성(孤星)》부터 1995년에 발매한 《몽재무몽적야리(夢在無夢的夜裡)》까지 실린 영문곡들을 모은 《왕걸외전(王傑外傳)》이 발매되었다. 왕걸외전에 실린 If There Will be You No More과 This Time I Can은 앨범 《몽재무몽적야리》에도 실린 곡으로 왕걸이 작곡을 하고, Ed.Mok이 작사한 영문곡이며, 왕걸외전의 나머지 11곡은 서양의 영문 팝송을 왕걸의 목소리로 리메이크한 곡이다. 뿐만 아니라 1996년에 발매한 앨범 《망료소유(忘了所有)》에 실린 영문곡 'Am I Crazy'는 왕걸이 직접 작사, 작곡하였는데, 'Am I Crazy'는 그가 작곡하고 노래한 'If There Will be You No More', 'This Time I Can', 'Am I Still Your Lover(2004년 발매된 앨범 《불고단(不孤單)》 수록곡)'와 더불어서 그가 가장 좋아하는 영문곡이라고 한다.
1997년에 발매한 앨범 《기점(起點)》은 새로운 음악적 위치를 잡는 마음으로 전 소속사인 비접창편(飛碟唱片 ; UFO Record) 시절 인연을 맺었던 진수남(陳秀男)에게 제작을 맡겼다. 기점은 1997년에 Pony Canyon 대만 지사에서 발매한 앨범 중 가장 많은 매출량을 기록하였다. 그러나 그가 소속된 Pony Canyon 대만지사가 1998년에 IMF로 문을 닫으면서, 그가 1997년에 녹음했던 앨범 《체신(替身)》은 1998년 8월 Pony Canyon의 말레이시아 지사에서 초판이 발매되었다. 체신은 대만에서 1999년 4월에 대만에서 《체신+걸출정선16(替身+傑出精選16)》이라는 정선집의 형태로 출간되었다.
그는 1997년에 두 번째 이혼을 하였다. 이혼 후 1998년까지 캐나다에서 머물며, 캐나다에서 콘서트에 참가하는 등 앨범 녹음 활동이 없는 한 해를 보냈다. 1999년에는 홍콩의 EEG(英皇娛樂集團)와 계약하여 10년간 홍콩에서 주로 활동하며, 중국과 대만 등 아시아의 국가를 오가면서 활동했다.

### 2000년대
홍콩 활동 재개 후 2000년에 발매한 광동어 앨범 《Giving》은 발매 당일에 홍콩에서 약 5만 장이 팔렸고, 대만에서는 앨범의 정식활동을 시작하기 전인데도 발매될 정도로 인기가 많았다. 《Giving》의 타이틀곡인 《심은(心癮)》은 앨범이 정식 발매되기 전인 1999년부터 홍콩에서 선보였고, 홍콩의 각종 방송국에서 1위를 차지하였으며, 경가금곡 제 1분기 금곡 선정되었다. 그는 2000년 2월 홍콩에서 「Giving For The Children」이라는 이름의 자선 콘서트를 열었으며, 콘서트 수익의 일부를 홍콩보호아동회(香港保護兒童會)에 기부하였다.
성공적인 홍콩 활동 재개의 영향으로 2000년 3월에 열린 '중국원창가곡총평방(中國原創歌曲總評榜)'에서 홍콩 4대 천왕을 꺾고 1999년도 '최수환영아태남가수(最受歡迎亞太男歌手)' 대상을 받았다. 심은의 후속곡인 《아회지도기시요퇴(我會知道幾時要退)》는 홍콩 드라마 창세기2천지유정(創世紀II天地有情)과 영화 소이비도지비도외전(小李飛刀之飛刀外傳)에 OST로 수록되고 경가금곡 제 2분기 금곡에 오르는 등의 큰 인기를 끌었다. 이어서 2000년 12월 29일에 있던 2000년도 신성경폭가곡 시상식(新城勁爆頒獎禮)에서 심은(心癮)은 폭발적인 인기를 누린 노래(勁爆歌曲)으로 선정된다.
가수로서 활동 뿐만 아니라 영화 표차지차신전설(飆車之車神傳說), 음양애(陰陽愛), 도신지신(賭神之神) 등에서 주연으로, 뉴 폴리스 스토리에서 조연으로 출연하는 등 배우로서 각종 영화와 드라마에 출연하며, 연기 활동도 이어나갔다.
그는 2007년 1월에 발매한 정규앨범 《별료풍자(別了瘋子)》 이후로는 정규 앨범을 내지 않은 상태에서 콘서트와 인터뷰 방송, 예능 출연 위주로 활동하고 있었다.
2009년 EEG와 계약 만료 후, 그는 얼마 지나지 않아 데모곡으로 《아지도아시일개이경과기적가수(我知道我是一個已經過氣的歌手)》를 발표하였다. 2009년 10월 23일에는 홍콩의 홍함(紅磡)콜리세움에서 'I am Back' 콘서트를 열었다. 이후 중국과 홍콩, 대만의 예능에 출연하다가, 2013년에 중국의 한 소속사와 계약하였고 현재는 중국에 거주하고 있다고 한다.
2013년에는 K POP STAR의 중국판인 중궈싱리량에 심사위원으로 참여 하여 독설의 심사위원으로 불리기도 했다. 그는 평소에는 말 수도 적은 편이지만, 음악관과 가치관을 드러낼 때는 직설적인 화법을 쓰기에 중국성역량의 심사위원으로 활동할 때도 그의 심사에 대해 호불호가 갈리기도 했다.
2000년대에 들어 그는 중국 대륙을 중심으로 1년에 여러 번 순회 콘서트를 열고 있다. 2014년 5월 17일에는 중국 베이징 노동자 경기장에서 왕자귀래(王者歸來 ; 왕의 귀래) 콘서트를 열었는데, 5만장 이상 표가 팔리며 중국 대륙 내에서 저력을 보이고 있다. 2016년 7월 29일에는 대만에서, 9월 12일에는 중국에서 중추절 콘서트에 참여하기도 했다. 2016년 5월 7일에는 말레이시아에서, 9월 10일에는 싱가포르에서 신효기와 합동 콘서트를 열었다. 그는 데뷔 31주년이 되는 2018년 12월 19일에 자신의 명의로 마지막 음반인 《아지도아시일개이경과기적가수(我知道我是一個已經過氣的歌手)》를 발행하였다.

## 학력
- 홍콩삼육대학교 물리학과 중퇴[23]

## 음반

### 국어앨범
- UFO 레코드(飛碟唱片) 발행

| 발행일     | 앨범명                 | 비고 |
| ---------- | ---------------------- | --- |
| 1987.12.19 | 《一場遊戲一場夢》     | |
| 1988.07.11 | 《忘了你忘了我》       | |
| 1989.01.18 | 《是否我真的一無所有》 | |
| 1989.08.11 | 《孤星》               | |
| 1990.01.07 | 《向太陽怒吼》         | |
| 1990.05.02 | 《我要飛》             | |
| 1990.08.18 | 《異域 (電影原聲帶)》  | 영화 이역(異域)의 OST를 수록한 앨범으로 왕걸은 「가태원료(家太遠了)」와 「아세아적고아(亞細亞的孤兒)」를 불렀다.                                           |
| 1991.01.01 | 《為了愛夢一生》       | |
| 1991.07.11 | 《忘記你不如忘記自己》 | |
| 1992.01.03 | 《All By Himself》     | 1992년에 아시아에서 다섯번째로 많이 팔린 중국어로 부른 대중 가요 앨범이며, 왕걸이 전곡을 작사, 작곡하였다. 한국의 신문 기사에서도 소개된 바 있는 앨범이다. |
| 1992.07.03 | 《英雄淚》             | 1992년에 아시아에서 가장 많이 팔린 중국어로 부른 대중 가요 음반이다.                                                                                       |
| 1993.01.06 | 《我》                 | |
| 1993.07.06 | 《路》                 | 앨범 《路》의 홍보를 위해 1993년 9월에 내한하였다. |
| 1994.01.20 | 《只要說你愛我》       | |
| 1994.07.11 | 《候鳥》               | |
| 1995.02.24 | 《夢在無夢的夜裡》     | |
| 1995.10.27 | 《情願不自由》         | |

- Pony Canyon(波麗佳音) 발행

| 발행일     | 앨범명       | 비고                           |
| ---------- | ------------ | ------------------------------ |
| 1996.02    | 《手足情深》 |                                |
| 1996.08.31 | 《忘了所有》 | 왕걸이 전곡을 작곡한 앨범이다. |
| 1997.02.24 | 《我愛你》   |                                |
| 1997.08.20 | 《起點》     |                                |
| 1998.08    | 《替身》     |                                |

- 영황오락(英皇娛樂) 발행

| 발행일          | 앨범명               | 비고 |
| --------------- | -------------------- | ---- |
| 2000년 8월 17일 | 《從今開始》         |      |
| 2003년 2월 28일 | 《愛我的我愛的王傑》 |      |
| 2004년 2월 18일 | 《不孤單》           |      |
| 2005년 9월 30일 | 《甦醒》             |      |
| 2007년 1월 2일  | 《別了瘋子》         |      |

- 왕걸 개인 명의 발행

| 발행일           | 앨범명                           | 비고 |
| ---------------- | -------------------------------- | ---- |
| 2018년 12월 19일 | 《我知道我是一個已經過氣的歌手》 |      |

### 광동어앨범
| 발행일     | 앨범명         | 비고                                                    |
| ---------- | -------------- | ------------------------------------------------------- |
| 1989.02.28 | 《故事的角色》 |                                                         |
| 1989.08.31 | 《誰明浪子心》 |                                                         |
| 1989.12.22 | 《人在風雨中》 |                                                         |
| 1990.10.28 | 《流浪的心》   |                                                         |
| 1991.11.30 | 《一生心碎》   |                                                         |
| 1992.06    | 《封鎖我一生》 |                                                         |
| 1993.05.31 | 《她》         |                                                         |
| 1996.05.31 | 《啞巴的傑作》 | 1994년에 완성한 앨범이지만, 사정상 1996년에 발매되었다. |
| 2000.01.18 | 《Giving》     |                                                         |
| 2000.12.19 | 《HELLO!》     |                                                         |
| 2002.7.12  | 《愛與夢》     |                                                         |

### 영어앨범
| 발행일         | 앨범명       | 비고                                                                     |
| -------------- | ------------ | ------------------------------------------------------------------------ |
| 1996년 8월 1일 | 《王傑外傳》 | 왕걸의 이전 앨범들에 수록된 영어곡들과 영어로 부른 신곡이 담긴 앨범이다. |

### 국어정선집
| 발행일           | 앨범명                           | 비고 |
| ---------------- | -------------------------------- | --- |
| 1993년 10월 15일 | 《浪子心》                       | |
| 1994년 5월 13일  | 《孤星夢》                       | |
| 1994년 12월      | 《王傑風雲名曲精選》             | 黑膠唱片 출판 |
| 1995년           | 《王傑風雲名曲精選II》           | 黑膠唱片 출판 |
| 1996년 4월 1일   | 《一番傑作》                     | |
| 1997년           | 《華納國語超極品音色系列 王傑》  | |
| 1998년 4월       | 《八面威風+VCD》                 | |
| 1998년 6월 15일  | 《鐵漢柔情超級精選（牛仔布版）》 | |
| 1999년 4월       | 《替身+傑出精選16》              | 1998년 8월에 발매된 앨범 체신(替身)의 수록곡과 수족정심 《手足情深》 , 망료소유 《忘了所有》 , 아애니 《我愛你》 , 기점 《起點》 4개의 앨범 중 16개의 곡을 추려서 만든 앨범이다. 대만에서 발매되었다.          |
| 1999년 8월       | 《鐵漢柔情超級精選（鐵盒版）》   | |
| 2000년 8월 25일  | 《最好2000世紀精選》             | |
| 2000년 10월      | 《時代金選系列 王傑》            | |
| 2000년 10월      | 《我們的王傑17》                 | 波麗佳音 출판 |
| 2003년 3월 14일  | 《孤星英雄淚 王傑 時代金選》     | 華納唱片 출판 |
| 2008년 2월 10일  | 《我們的王傑十七首（LPCD45）》   | 豐華唱片 출판 |
| 2013년 6월 28일  | 《王傑 我愛你(5CD)》             | 豐華唱片 출판, 1996년에서 1998년까지 발매한 5개 국어 앨범을 모은 정선집으로 수족정심 《手足情深》 , 망료소유 《忘了所有》 , 아애니 《我愛你》 , 기점 《起點》 , 체신 《替身》의 수록곡들이 전부 수록 되어있다. |
| 2013년 10월 1일  | 《王傑 True Legend 101》         | 華納唱片 출판 |

### 광동어정선집
| 발행일           | 앨범명                                    | 비고 |
| ---------------- | ----------------------------------------- | --- |
| 1991년 5월 31일  | 《今生無悔》                              | 여명이 주연으로 출연한 홍콩드라마 금생무회(今生無悔)의 주제곡인 금생무회(今生無悔)도 수록된 정선집이다.                                           |
| 1992년 10월 31일 | 《影視金曲》                              | 왕걸이 부른 영화 주제곡들을 모은 정선집으로, 왕걸이 1992년에 주연으로 출연한 홍콩 TVB 드라마 혈천당서(血濺塘西)의 주제곡과 엔딩곡도 수록되어있다. |
| 1996년 1월       | 《王傑經典》                              | |
| 1997년 1월       | 《華納超極品音色系列 王傑》               | |
| 1998년 1월       | 《華納我愛經典系列 王傑》                 | |
| 1990년 2월       | 《傑作CD+VCD》                            | |
| 2001년 4월3일    | 《萬歲2001》                              | 만세(萬歲)를 비롯한 신곡도 들어있는 정선집이다.                                                                                                   |
| 2001년 9월1일    | 《王傑+容祖兒 純音樂世界》                | |
| 2001년 10월 26일 | 《華納23週年紀念精選系列 王傑+VCD》       | |
| 2001년           | 《王傑華納至尊經典系列2CD》               | |
| 2002년 6월 21일  | 《王傑精選 The Best Collection ( SACD )》 | 華納唱片 발행 |
| 2004년 2월       | 《最動聽的 王傑》                         | 華納唱片 발행 |
| 2004년 6월 2일   | 《王傑2004傑出之選（HDCD）》              | 華納唱片 발행 |
| 2005년2월12일    | 《王傑 XRCD Special》                     | 華納唱片 발행 |
| 2006년4월 3일    | 《華納No.1系列「王傑Wang Chieh」（DSD）》 | 華納唱片 발행 |
| 2007년 2월       | 《華納最出色系列 3CD+DVD》                | 華納唱片 발행 |
| 2007년 10월 1일  | 《王傑（LPCD45）》                        | 華納唱片發行 |

### 컴필레이션 음반
| 발행일 | 앨범명                                            | 비고                                                                      |
| ------ | ------------------------------------------------- | ------------------------------------------------------------------------- |
| 1988년 | 美就是心中有愛-世界小姐選拔特輯                   | 飛碟唱片 출판. 합창곡인「美就是心中有愛」에 참여, 「惦記這一些」수록      |
| 1988년 | 電視牆                                            | 飛碟唱片 출판.「少年的心」과 「讓我永遠愛你」수록                         |
| 1988년 | 電影街2                                           | 飛碟唱片 출판. 「一場遊戲一場夢」 수록                                    |
| 1988년 | 電影街4                                           | 飛碟唱片 출판. 그의 노래 4곡 수록                                         |
| 1989년 | 七匹狼 (영화 늑대7 OST 모음집)                    | 飛碟唱片 출판. 합창곡이자 영화 늑대7의 주제곡인 「永遠不回頭」에 참여     |
| 1990년 | 華納夏日情                                        | 飛碟唱片 출판. 「只因我愛你」、「讓我永遠愛你」이 수록되어있다.           |
| 1992년 | 回音 華納·飛碟全年精選金曲                        | 飛碟唱片 출판. 「英雄淚」、「我能感覺妳在說謊」、「回家」가 수록되어있다. |
| 1992년 | 華納群星《天碟國語金曲精選》                      | 「是否我真的一無所有」、「你是我胸口永遠的痛」가 수록되어있다.            |
| 1992년 | 飛碟華納巨星流行榜 VOL.2                          | 「多少次」、「愛你的我」가 수록되어있다.                                  |
| 1992년 | 華納金鑽群星演唱會紀念特輯                        | 「封鎖我一生」、「英雄淚」가 수록되어있다.                                |
| 1993년 | 台灣流行音樂（1980-1990）十年經典大全集           | 滾石唱片 발행. 그의 노래 8곡이 수록되어있다.                              |
| 1994년 | 平分春色 天碟系列國語精選Vol.2                    | 「我」와 「路」가 수록되어있다.                                           |
| 1994년 | 飛碟發燒電視劇主題曲精選集 壹                     | 飛碟발행. 「回首夢已遠」、「我只要一個真實的明天」 수록되어있다           |
| 1994년 | 飛碟發燒電視劇主題曲精選集 貳                     | 飛碟 발행. 「無悔無憾」、「愛得太多」수록                                 |
| 1995년 | 《中國電影九十年》經典電影歌曲紀念專輯            | 豐華唱片 발행.「一場遊戲一場夢」 수록                                     |
| 1995년 | 《地球人——聯合國五十周年紀念專輯》                | 飛碟代理 발행. 왕걸&Lea Salonga-「讓妳的生命裏有我」수록.                 |
| 1996년 | 《華納精裝專輯 絕對動聽》                         | 華納 출판. 「有失有得」、「夢在無夢的夜裡」수록.                          |
| 1996년 | 《華納摯愛金曲16首》                              | 華納 출판.「幾分傷心幾分癡」、「說謊的愛人」수록.                         |
| 1996년 | 飛碟1983-1995最賣座專輯主打歌精華輯《驚世紀錄》   | 왕걸의 노래 4곡 수록                                                      |
| 1996년 | 《鍾愛Chage and Aska恰克與飛鳥 國語超級金曲精選》 | 上海音像公司 발행. 「有失有得」수록                                       |
| 1997년 | 《十全十美2》                                     | 波麗佳音公司 발행. 「忘了所有」수록                                       |
| 2000년 | 《永恆的傑出美聲》                                | 瑞華唱片 발행. 4곡 수록.                                                  |
| 2001년 | 《英皇娛樂金曲》                                  | 瑞華唱片 발행. 「不必再躲」「宿命的風」「我想她」 수록                    |
| 2002년 | 《天生不倒》群星合唱版AVCD                        | 합창곡 「天生不倒」 참여                                                  |
| 2002년 | 《留給世上最愛羅文的人》                          | 연창 (演唱) 「前程錦繡」                                                  |
| 2003년 | 《愛情蒲公英》                                    | 華納唱片 발행. 5곡 수록                                                   |

### 싱글
| 발행일           | 곡명         | 비고                                |
| ---------------- | ------------ | ----------------------------------- |
| 1992년 10월 10일 | 《回家》     | 타이완 대중가요 최초의 싱글 곡이다. |
| 1992년 12월      | 《無悔無憾》 |                                     |

### 기타 앨범
- 1988년 4월 미취시심중유애 美就是心中有愛 	미취시심중유애 《美就是心中有愛》 with 강육항 姜育恆、소예 蘇芮、황앵앵 黃鶯鶯、엽환 葉歡、채행연 蔡幸娟、채금 蔡琴、왕지뢰 王芷蕾、김지연 金智娟 합창
- 1988년 12월 10일 환유 還有 도시촉각 Part I City Rhythm 《都市觸覺 Part I City Rhythm》	with 임억련 林憶蓮 합창
- 1989년 3월 영원불회두 永遠不回頭 《七匹狼 (電影原聲帶)》 영화 늑대 7 (칠팔랑) OST with 장우생、태정소 邰正宵、동방쾌차합창단 東方快車合唱團、성성 星星、월량 月亮、태양 太陽 합창
- 1989년 5월 28일 역사적상구 歷史的傷口 역사적상구 《歷史的傷口》 with 군성합창 群星合唱
- 1990년 4월 1일 동계래적여인 冬季來的女人 도시촉각지추당 《都市觸覺之推搪》 with 임억련 林憶蓮
- 1990년 8월 가태원료 家太遠了, 아세아적고아 亞細亞的孤兒 	《異域 (電影原聲帶)》 	영화 이역 OST
- 1993년 11월 1일 	기도 祈禱 기도 《祈禱》 with 왕운선 王韻嬋
- 1995년 11월 1일 	양니적생명리유아 讓你的生命裡有我 지구인일연합국십주년기념전집 《地球人—聯合國五十周年紀念專輯》 with Lea Salonga
- 1997년 6월 20일 희성 犧牲 임가의&붕우 《林佳儀&朋友》 with 임가의 林佳儀
- 1999년 9월 	저성시유애 這城市有愛 《「香港演藝界921傳心傳意大行動」》 주제곡 with 군성합창 群星合唱
- 2000년 7월 	불필재타 不必再躲 	《英皇盛世Vol.2》 《小李飛刀之飛刀外傳》 영화 소이비도 OST
- 2002년 11월 	천생불도 전정금수 天生不倒 前程錦繡 유급세상최애나문적인 《留給世上最愛羅文的人 	with 영황가수英皇歌手合唱，전정금수측위독창 前程錦繡則為獨唱
- 2009년 5월 1일 불탄길상 佛誕吉祥 향항불탄가기십주년기념음악전집 《香港佛誕假期十週年紀念音樂專輯》 with 군성합창 群星合唱

### 컴필레이션
- 1988년 미취시심중유애-세계소저선발특집 《美就是心中有愛-世界小姐選拔特輯 	飛碟唱片(UFO 그룹) 발행, 合唱「美就是心中有愛」，另收錄「惦記這一些」
- 1988년 전시장 《電視牆》 飛碟唱片(UFO 그룹) 발행 소년적심 「少年的心」、양아영원애니 「讓我永遠愛你」 수록
- 1988년 	전시가2 《電影街2》 飛碟唱片(UFO 그룹) 발행 일장유희일장몽 「一場遊戲一場夢」 수록
- 1988년 	전시가4 《電影街4 》 飛碟唱片(UFO 그룹) 발행 4곡 수록
- 1989년 	칠팔랑 (영화 늑대 7) 《七匹狼 (電影原聲帶)》 飛碟唱片(UFO 그룹) 발행 합창곡「永遠不回頭」 수록
- 1990년 	화납하일정 《華納夏日情》 	飛碟唱片(UFO 그룹) 발행 지인아애니 「只因我愛你」、양아영원애니 「讓我永遠愛你」 수록
- 1992년 회음 화납,비엽전년정선금곡 《回音 華納·飛碟全年精選金曲》 飛碟唱片(UFO 그룹) 발행 영웅루 「英雄淚」、아능감각니재설황 「我能感覺妳在說謊」、회가 「回家」 수록
- 1992년 화납군성 천접국어금곡정선 《華納群星《天碟國語金曲精選》 시부아전적일무소유 「是否我真的一無所有」、니시아흉구영원적통 「你是我胸口永遠的痛」 수록
- 1992년 	비접화납거성유행방 《飛碟華納巨星流行榜 VOL.2》 	다소차 「多少次」、애니적아 「愛你的我」 수록
- 1992년 화납금찬군성연창회기념특집 《華納金鑽群星演唱會紀念特輯》 봉쇄아일생 「封鎖我一生」、영웅루 「英雄淚」 수록
- 1993년 대만유행음악 (1980-1990) 십년경전대전집 《台灣流行音樂（1980-1990）十年經典大全集》 滾石唱片(2009 ROCK RECORDS) 발행, 8곡 수록
- 1994년 평분춘색 천접계열국어정선Vol.2 《平分春色 天碟系列國語精選Vol.2》 아 「我」、로 「路」 수록
- 1994년 비접발효전시극주제곡정선 대 	《飛碟發燒電視劇主題曲精選集　壹》 	飛碟唱片(UFO 그룹) 발행 회수몽이원 「回首夢已遠」、아지요일개진실적명천 「我只要一個真實的明天」 수록
- 1994년 비접발소전시극주제곡정선집 이 《飛碟發燒電視劇主題曲精選集　貳》 	飛碟唱片(UFO 그룹) 발행 무회무감 「無悔無憾」、애득태다 「愛得太多」 수록
- 1995년 	중국전영구십년 경전전영가곡기념전집《中國電影九十年》經典電影歌曲紀念專輯 	豐華唱片(FORWARD MUSIC) 발행 일장유희일장몽 「一場遊戲一場夢」 수록
- 1995년 지구인-연합국오십주년기념전집 《地球人——聯合國五十周年紀念專輯》 飛碟唱片(UFO 그룹) 발행 王傑&Lea Salonga-양니적생명리유아 「讓妳的生命裏有我」 수록
- 1996년 	화납정장전집 절대동청 《華納精裝專輯 絕對動聽》 	워너 뮤직 홍콩(Warner Music Hong Kong) 발행 유실유득 「有失有得」、몽재무몽적야리 「夢在無夢的夜裡」 수록
- 1996년 화납지애금곡16수 《華納摯愛金曲16首》 워너 뮤직 홍콩(Warner Music Hong Kong) 발행 기분상심기분치 「幾分傷心幾分癡」、설황적애인 「說謊的愛人」 수록
- 1996년 	비접1983-1995최매좌전집주타가정화집 경세기록《飛碟1983-1995最賣座專輯主打歌精華輯《驚世紀錄》 4곡 수록
- 1996년 종애Chage and Aska흡극여비조 국어초급금곡정선	《鍾愛Chage and Aska恰克與飛鳥 國語超級金曲精選》 	上海音像公司(상해음상공사) 발행 유실유득「有失有得」 수록
- 1997년 	십전십미2 《十全十美2》 	波麗佳音(Pony Canyon) 발행 망료소유「忘了所有」 수록
- 2000년 	영항적걸출미성 《永恆的傑出美聲》 	瑞華唱片 (루이화 Record) 발행 4곡 수록
- 2001년 영황오락금곡 《英皇娛樂金曲》 	瑞華唱片 (루이화 Record) 발행 불필재타 「不必再躲」, 숙명적풍「宿命的風」, 아상타「我想她」 수록
- 2002년 	천생불도 군성합창판AVCD《天生不倒》群星合唱版AVCD 	천생불도 「天生不倒」 합창
- 2002년 류급세상최애나문적인 《留給世上最愛羅文的人》 	演唱 전정금수 「前程錦繡」
- 2003년 애정포공영 《愛情蒲公英》 워너 뮤직 홍콩(Warner Music Hong Kong) 발행 5곡 수록

### 기타 가수 참여 음반

#### 세션 참여
- 1988년 《열화청춘(烈火青春)》 타이틀 곡 열화청춘(烈火青春)

#### 제작
- 1990년 10월 미로적천사 《迷路的天使》 김옥람 金玉嵐
- 1996년 불가불진 《不假不真》 	양립 梁立
- 1997년 고고상핍 《苦苦相逼》 	양립 梁立
- 2007년 8월 시니...시니... 《是你...是你...》 	김지연 金智娟

#### 작곡
- 1987년 	지위아애니 只為我愛你 	곡우량 曲佑良 사부득분개 《捨不得分開》
- 1988년 	애정방극 愛情龐克 	장학우 의란정미 《意亂情迷》
- 1988년 	중신애과 重新愛過 	방문림 方文琳 포말연정 《泡沫戀情》 	비고 : 작사 또한 왕걸이 맡았다.
- 1989년 	재우중주과 在雨中走過 채우륜 蔡雨倫（憂歡派對-憂憂） 신년쾌락 《新年快樂》 	/비고 : 작사 또한 왕걸이 맡았다.
- 1989년 	인위유애 因為有愛 	강육항 姜育恆 다년이후재회수 《多年以後再回首》
- 1990년 	친애보패 親愛寶貝 곽부성 대니애불완 《對你愛不完》
- 1990년 	친애적부동아적심 親愛的不懂我的心, 등대 等待, 유몰유영원 有沒有永遠 김옥람 金玉嵐 미로적천사 《迷路的天使》 /비고 : 왕걸은 김옥람의 앨범 미로적천사 《迷路的天使》의 프로듀서도 맡았다.
- 1990년 	쌍성기 雙城記 서소봉 일폭화 《一幅畫》
- 1990년 천로정미로 天老情未老 여방 呂方 불사득니 《不捨得你》 /비고 : 왕걸의 데뷔 앨범인 《일장유희일장몽(一場遊戲一場夢)》의 수록곡 「풍화무(風和霧)」를 번안한 곡이다.
- 1990년 	거절연후상념 拒絕然後想念 종진도 표 《飄》
- 1991년 	위니보류자기 為你保留自己 홍해아 紅孩兒 초련 《初戀》
- 1991년 	지유야풍배반아 只有夜風陪伴我 홍해아 紅孩兒 장극범 張克帆 청춘 《青春》
- 1991년 	도저십마시후니재지도 到底什麼時候你才知道 곽부성 아시불시응해안정적주개 《我是不是應該安靜的走開》
- 1991년 	위하우재견 為何又再見 	채립아 蔡立兒 	《Say U Love Me》
- 1991년 	종금천기 從今天起 소호대 소유붕 애 《愛》
- 1992년 	경경악주니적수 輕輕握住你的手 임지령 위십마수상적종시아 《為什麼受傷的總是我》
- 1992년 	위료아칭니다진중 為了我請你多珍重 홍애아 紅孩兒 고사 《故事》
- 1992년 	하우천적합설재견 下雨天適合說再見 채우륜 蔡雨倫（우환파티-우우 憂歡派對-憂憂）용최사적방식애니《用最傻的方式愛你》
- 1993년 	위애류과루 為愛流過淚 오기륭 맥연회수 《驀然回首》
- 1994년 	애인환시니 愛人還是你 오기륭 애출개미래 《愛出個未來》 위애류과루 「為愛流過淚」 월어판 粵語版
- 1994년 	상종전일양 像從前一樣 오기륭 쌍비 《雙飛》
- 1994년 	일상정원 一廂情願 	여방 呂方 지상우도일개인 《只想遇到一個人》
- 1996년 	불가불진 不假不真 	양립 梁立 불가불진 《不假不真》 	身兼專輯製作人
- 1996년 	재조진곡읍 在早晨哭泣 	梁立 불가불진 《不假不真》 	身兼專輯製作人
- 1996년 	정채 情債 양립 梁立 불가불진 《不假不真》 	身兼專輯製作人
- 1996년 	천천야야 天天夜夜 	양립 梁立 불가불진 《不假不真》 	身兼專輯製作人
- 1996년 	Forever more 	임미정 林美貞 	애적호루지정연 《愛的好累之情變》
- 1997년 	Forever more 	소훤 邵萱 시시비비 《是是非非》
- 2007년 	시니...시니... 是你…是你… 김지연 金智娟 시니...시니... 《是你…是你…》 	/비고 : 왕걸은 앨범 《시니...시니...(是你…是你…)》 의 프로듀서도 겸했다.
- 2007년 	안면곡 安眠曲 살극사풍 (색소폰) 연주판（薩克斯風演奏版） 김지연 金智娟 시니...시니... 《是你…是你…》
- 2007년 	십자로구 十字路口 살극사풍 (색소폰) 연주판（薩克斯風演奏版） 김지연 金智娟 시니...시니... 《是你…是你…》

### OST

#### 영화 OST
- 1987년 	일장유희일장몽(一場遊戲一場夢) : 《황색고사(黃色故事)》 삽입곡으로, 1988년 제 25회 금마장에서 ost상(最佳電影歌曲獎)을 수상했다.
- 1988년 	망료니망료아(忘了你忘了我), 니시아흉구영원적통(你是我胸口永遠的痛) : 대만판 《몽콕잡문(旺角卡門), 한국 개봉명 : 열혈남아》 주제곡, 삽입곡
- 1988년 	양아영원애니(讓我永遠愛你), 소년적심(少年的心) : 《천재소병(天才小兵)》 엔딩곡, 삽입곡
- 1989년 	영원불회두(永遠不回頭) : 《七匹狼(칠필랑, 한국 개봉명 : 늑대 7)》 주제곡으로, 왕걸, 장우생(張雨生), 태정소(邰正宵), 요가걸(姚可傑), 성성월량태양(星星月亮太陽)이 합창한 곡이다.[26]
- 1989년 	고성(孤星), 상제야곡읍(上帝也哭泣) : 《七匹狼2(칠필랑2, 한국 개봉명 : 늑대7 2)》 	주제곡, 삽입곡
- 1989년 	시부아진적일무소유(是否我真的一無所有) 	《표성(飆城), 한국 개봉명 : 혈전영웅》 주제곡
- 1989년 	몽성적아(夢醒的我) : 《합가환(合家歡), 한국 개봉명 : 합가환 - 미스터 코코낫》의 삽입곡으로 왕걸과 소예(蘇芮)가 합창한 곡이다.
- 1990년 	향태양노후(向太陽怒吼) : 《금마대병(金馬大兵)》 주제곡
- 1990년 별양명천적태양리개아(別讓明天的太陽離開我) : 《혈세홍화정(血洗紅花亭), 한국 개봉명 : 홍콩폴리스》 주제곡
- 1990년 	가, 태원료(家, 太遠了), 아세아적고아(亞細亞的孤兒) : 《이역(異域)》 주제곡, 엔딩곡
- 1991년 	심통 국어판 (心痛 國語版) : 《지존무상 2 - 영패천하(至尊無上II之永霸天下)》 국어판 삽입곡
- 1991년 	심통 월어판 (心痛 粵語版) : 《지존무상 2 - 영패천하(至尊無上II之永霸天下)》 	월어(광동어)판 삽입곡
- 1991년 	망기니불여망기자기(忘記你不如忘記自己) : 《지존무상2 - 영패천하(至尊無上II之永霸天下)》 국어판 엔딩곡
- 1991년 빙냉장가(冰冷長街) : 《지존무상 2 - 영패천하(至尊無上II之永霸天下)》 월어(광동어)판 엔딩곡
- 1992년 	홍진유니(紅塵有你) : 《전룡재야(戰龍在野), 한국 개봉명 : 사막의 드래곤》 국어판 삽입곡
- 1992년 	자기대자기회가(自己帶自己回家) : 《전룡재야(戰龍在野), 한국 개봉명 : 사막의 드래곤》 국어판 엔딩곡으로, 1993년에 발매된 그의 국어 앨범 「아(我)」의 타이틀 곡인 '我'로 제목이 바뀌어 수록되었다.
- 1992년 	몽전유니(夢全是你) : 《전룡재야(戰龍在野), 한국 개봉명 : 사막의 드래곤》 월어판 삽입곡
- 1992년 	무순지도(無須知道) : 《전룡재야(戰龍在野), 한국 개봉명 : 사막의 드래곤》 월어판 엔딩곡으로 1993년에 발매된 그의 광동어 앨범 「她」에서 '她'로 수록되었다.[27]
- 2000년 	아상타(我想她) : 《애여성(愛與誠)》 주제곡으로, 2000년 제 37회 금마장에서 ost상(最佳電影歌曲獎)의 후보로 올랐다.
- 2000년 	종래몰애과(從來沒愛過), 숙명적풍(宿命的風) : 《표차지차신전설(飆車之車神傳說)》 	주제곡, 삽입곡
- 2000년 불필재타(不必再躲), 아회지도기시요퇴(我會知道幾時要退) : 《소이비도지비도외전(小李飛刀之飛刀外傳)》 엔딩곡, 삽입곡
- 2002년 	애불기(愛不起) : 《저개하천유이성(這個夏天有異性)》 주제곡

#### 드라마 OST
- 1989년 	타적배영 她的背影 대시 (대만 TV) 단원극 台視單元劇 정심무원우 《情深無怨尤》 주제곡
- 1989년 	기분상심기분치 幾分傷心幾分癡, 고사적각색 故事的角色 무선전시 (TVB) 극 無綫電視劇 의불용정 《義不容情》 엔딩곡&삽입곡
- 1989년 	수명낭자심 誰明浪子心 무선전시 (TVB) 극 無綫電視劇 환아본색 《還我本色》 주제곡
- 1990년 위하분리 為何分離 무선전시 (TVB) 극 無綫電視劇 수향위정 《水鄉危情》 주제곡, 무선전시 (TVB) 극 無綫電視劇 아본선량 《我本善良》 삽입곡
- 1990년 	인재풍우중 人在風雨中 무선전시 (TVB) 극 無綫電視劇 천약유정《天若有情》, 마래서아전시 馬來西亞電視劇 (말레이시아 TV) 아주황조 《我主皇朝》 주제곡
- 1990년 	상제야곡읍 上帝也哭泣 월어（粵語）마래서아전시 (말레이시아 TV) 극 馬來西亞電視劇 아주황조 《我主皇朝》 엔딩곡
- 1990년 불요재배후호환아 不要在背後呼喚我, 재아문적세계리 在我們的世界裡, 마마대아주 媽媽帶我走, 화시팔점당 華視八點檔 양자불교수지과 《養子不教誰之過》 주제곡, 엔딩곡, 삽입곡
- 1990년 	친애적니시아최후적애 親愛的你是我最後的愛 중시 (CTV) 단원극 中視單元劇 몰유합약적애정 《沒有合約的愛情》 엔딩곡
- 1991년 	내생재속연 來生再續緣 대시 (대만 TV) 팔점당 台視八點檔 희설건륭 《戲說乾隆》 엔딩곡
- 1991년 	심통 心痛 화시팔점당華視八點檔《경성소사(京城四少)》 엔딩곡
- 1991년 금생무회 今生無悔 	무선전시 (TVB) 극 無綫電視劇 금생무회 《今生無悔》 주제곡
- 1991년 노해고홍 怒海孤鴻, 심소중일개인 深宵中一個人 무선전시 (TVB) 극 無綫電視劇 노해고홍 《怒海孤鴻》 주제곡 삽입곡
- 1992년 	다소차 多少次, 하차적상봉재십마시후 下次的相逢在什麼時候 대시단원극 台視單元劇 천안 《天眼》 주제곡
- 1992년 	희망 希望 	중시 (CTV) 팔점당 中視八點檔 재신야보도 《財神爺報到》 엔딩곡
- 1992년 무회무감 無悔無憾 화시 (CTS) 팔점당 華視八點檔 서검은구록 《書劍恩仇錄》 주제곡
- 1992년 	봉쇄아일생 封鎖我一生 무선전시 (TVB) 극 無綫電視劇 대도장 《大賭場》 주제곡
- 1992년 	가여능구 假如能夠, 반망 盼望 무선전시 (TVB) 극 無綫電視劇 혈천당서 《血濺塘西》 	주제곡 삽입곡
- 1992년 	영원상신애정 永遠相信愛情 아주전시전시극 亞洲電視電視劇 도자위왕II천하무적《勝者為王II天下無敵》 삽입곡
- 1992년 	다소차 多少次, 재풍중호환니적명자 在風中呼喚你的名字 무선전시 (TVB) 극 無線電視劇《大時代》 삽입곡
- 1993년 	홍진유니 紅塵有你 화시 (CTS) 팔점당 華視單元劇 류백온전기 《劉伯溫傳奇》 오프닝곡
- 1994년 회수몽이원 回首夢已遠 화시 (CTS) 팔점당 華視單元劇 국성야전기《國姓爺傳奇》 주제곡
- 1994년 	애득태다 愛得太多 	중시 (CTV) 항극 中視港劇 화매괴 《火玫瑰》 주제곡
- 1994년 	아지요일개진실적명천 我只要一個真實的明天 중시 (CTV) 팔점당 中視八點檔 견수출두천 《牽手出頭天》 주제곡
- 1994년 	홍진고사 紅塵故事 무선전시 (TVB) 극 無綫電視劇《梅花三弄之梅花烙》 주제곡 원곡: 강육항 姜育恆, 매화삼농《梅花三弄》
- 1999년 배아고몽 陪我做夢 무선전시 (TVB) 극 無綫電視劇《創世紀》 삽입곡
- 2000년	아회지도기시요퇴 我會知道幾時要退, 우애고독우애니 又愛孤獨又愛你 무선전시 (TVB) 극 無綫電視劇《創世紀II天地有情》 삽입곡
- 2000년 	종금개시 從今開始 중시 (CTV) 전시극 中國電視劇 아심환니심 《我心換你心》 주제곡
- 2000년 	두상일편천 頭上一片天 무선전시 (TVB) 극 無綫電視劇 백연인생로 《百鍊人生路》 주제곡
- 2001년 조일개지방 找一個地方 무선전시 (TVB) 극 無綫電視劇 소십일랑 《蕭十一郎》 주제곡 / 비고 : H.O.T.의 5집에 수록된 For 연가를 리메이크한 곡이다.
- 2003년 	재니배후 在你背後 중시 (CTV) 中視 효장비사 《孝莊祕史》 엔딩곡
- 2004년 	영혼유죄 靈魂有罪 팔대전시대한극 八大電視台韓劇 황색수말 《黃色手帕》 엔딩곡
- 2004년 	기실조지도 其實早知道 전시극 電視劇《皇太子祕史》 주제곡
- 2004년 	별파애 別怕愛 전시극 電視劇《俠醫傳奇》 주제곡
- 2004년 	구장미 舊薔薇 전시극 電視劇《俠醫傳奇》 주제곡 월어판（粵語版）
- 2005년 소성	甦醒 	동삼종합대팔점당 東森綜合台八點檔 애만뉴 (엠마뉴엘) 지자자매매참기래 《艾曼紐之姐姐妹妹站起來》 오프닝곡

#### 광고 OST
- 1988년 양아영원애니(讓我永遠愛你) 동원선록빙상 (냉장고) (東元鮮綠冰箱)
- 1988년 소년적심(少年的心) 삼양풍속125 (三陽風速125)
- 1992년 아수요니(我需要你) 아동보호 텔레비전 광고 주제곡(保護兒童電視廣告主題曲)
- 1992년 회가(回家) Mr. Brown 커피 광고곡 (伯朗咖啡廣告曲)
- 1993년 로(路) 르노 룩스모어 자동차 광고곡 (雷諾銀鑽汽車廣告曲)
- 1994년 위니생퇴화(為你生堆火) 야마하 스즈키 스쿠터 광고곡 (山葉迅光機車廣告曲)
- 2000년 종금개시(從今開始) 세계황금협회주제곡 世界黃金協會主題曲, 백려사호발용품주제곡 (柏麗絲護髮用品主題曲)
- 2000년 Hello 홍콩 홍타이 여행사광고곡(香港康泰旅行社廣告曲)
- 2001년 불랑만죄명(不浪漫罪名) Alcatel수제전화TVC주제곡 Alcatel手提電話TVC主題曲

## 콘서트
- 1989년

```
   7월 21~23일：
싱가포르
 개인 연창회
```

- 1990년

```
   2월 22~27일 : 
홍콩
  「진정연창회(真情演唱會)」
   6월 29일 : 
가오슝
 「아요비(我要飛)」 가우연창회(歌友演唱會)
   7월 20일 : 
타이베이
 「관회고생(關懷考生)」 가우연창회(歌友演唱會)
```

- 1991년

```
   8월 20일 : 「망기자기(忘記自己)」 전국순회(全國巡迴)（
가오슝
, 
타이난
, 
타이베이
）애심가우연창회(愛心歌友演唱會)
   9월 29일 : 왕걸팔괘산연창회(王傑八卦山演唱會)
   9월14일 : 
대만
 화시TV(CTS) 연창회(華視電視演唱會)（대만 CTS에서 1991년 12월 25일에 방송되었다.）
```

- 1992년

```
   1월 20일 : 니애적왕걸애니연창회(你愛的王傑愛你演唱會)
   3월 1일 : 왕걸 콘서트（장소：大聖遊樂世界）
```

- 1998년

```
   7월：
라스베가스
 낭만 여름 콘서트(拉斯維加斯浪漫夏日演唱會)（
진혜림
과 합동 콘서트）
```

- 2000년

```
   2월 : 필립스 상하이 텔레비전 면대면 콘서트(飛利浦上海電視面對面演唱會)
   2월 23일：어린이를 위한 자선 연창회(Giving For The Children) 홍함연창회(紅磡演唱會) (
홍콩
)
   12월 8일, 9일：왕걸중국순회연창회(王傑中國巡迴演唱會) ~ 
광저우
 연창회
   12월 28일：왕걸중국순회연창회(王傑中國巡迴演唱會) ~ 사오관(韶關) 연창회
   12월 30일：왕걸중국순회연창회(王傑中國巡迴演唱會) ~ 
선전 시
 연창회
```

- 2001년

```
   4월 4~6일：Wang's 2001 홍함연창회(紅磡演唱會) (
홍콩
)
   4월 26일 ~ 5월 1일：왕걸 미국 투어 콘서트(王傑美國巡迴演唱會, 
미국
)
```

- 2002년

```
   4월 27일：왕걸 겐팅 콘서트(王傑雲頂演唱會)（
말레이시아
 겐팅(雲頂)）
   12월：왕걸과 제예(齊豫)의 콘서트（
미국
 
애틀랜틱시티
）
```

- 2003년

```
   3월 21일：
타이베이시
 정부친자극장(臺北市政府親子劇場) - 왕걸 경전 자선 콘서트(王傑經典慈善演唱會)（
대만
）
   9월 12일, 14일：일야정가왕걸연창회(一夜情歌王傑演唱會)（
미국
 Sheraton Convention Centre）
   10월 5일：왕걸 콘서트（
미국
 
애틀랜틱시티
）
```

- 2004년

```
   2월 21일： 
타이베이
 시먼(西門) 101 첨창회(簽唱會: 사인회 겸 신곡 라이브 콘서트)
   10월 24일：왕걸 콘서트（
미국
 
애틀랜틱시티
）
   11월 27일：「자줏빛 하늘(紫色天空)」 : 왕걸의 가수 인생 중 
베이징
에서 첫 개인 콘서트였다.
```

- 2006년

```
   9월 16일：「회가(回家)」 
시안
 개인 연창회
```

- 2007년

```
   Dave Wang Live US Tour（
미국
 Caesars Casino Hotel）
```

- 2009년

```
   9월 20일, 21일：왕걸 콘서트（
캐나다
 나이아가라 폴스뷰 카지노(The Niagara Fallsview Casino Resort）
   10월 23일：I am back 홍함연창회(紅磡演唱會) (
홍콩
)
```

- 2010년

```
   2월 20일, 21일：February Lunar New Year Live in US (
미국
, Foxwoods Resort Casino)
   8월 7일： 「왕의 귀환(王者歸來)」 월드 투어 콘서트 
베이징

   10월 23일： 「왕의 귀환(王者歸來)」 월드 투어 콘서트 
싱가포르
 (싱가포르 엑스포 – The MAX Pavilion)
   11월 6일： 「왕의 귀환(王者歸來)」 월드 투어 콘서트 
톈진시
```

- 2011년

```
   5월 23일： 「왕의 귀환(王者歸來)」 월드 투어 콘서트 
런던
 (런던, HMV Hammersmith Apollo)
   6월 18일：노우기6인행 베이징대형연창회(老友記六人行北京大型演唱會)
```

- 2012년

```
   9월 8일： 「왕의 귀환(王者歸來)」 월드 투어 콘서트 
광저우

   9월 22일： 「왕의 귀환(王者歸來)」 월드 투어 콘서트 
선전 시

   12월 31일： 「왕의 귀환(王者歸來)」 월드 투어 콘서트 
상하이
```

- 2013년

```
   5월 17일： 「왕의 귀환(王者歸來)」 월드 투어 콘서트 
항저우

   9월 28일： 「왕의 귀환(王者歸來)」 월드 투어 콘서트 
타이위안
```

- 2014년

```
   5월 17일 : 「왕의 귀환(王者歸來)」 월드 투어 콘서트 
베이징

   7월 26일 : 「왕의 귀환(王者歸來)」 월드 투어 콘서트 난양(南陽)
   8월 30일：「왕자(王者)」 월드 투어 콘서트 둥관(東莞)
```

- 2015년

```
   1월 24일：「왕자(王者)」 월드 투어 콘서트 
선전 시

   7월 4일：「몽• 애일생(夢 • 愛一生)」 왕걸, 반월운(潘越雲) 연창회
   8월 8일：「생래정복(生來征服)」 월드 투어 콘서트 
베이징

   9월 26일：「생래정복(生來征服)」 월드 투어 콘서트 
마카오

   10월 17일：「생래정복(生來征服)」 월드 투어 콘서트 난닝(南寧)
```

- 2016년

```
   5월 7일 : 「왕걸, 신효기 자선연창회 2016」, 
말레이시아
 겐팅
   9월 10일 : 「왕걸, 신효기 자선연창회 2016」, 
싱가포르
```

- 2017년

```
 4월 23일 「몽애일생(夢愛一生)」, Horseshoe Hammond Casino
 4월 29일 「몽애일생(夢愛一生)」 왕걸, 반월운(潘越雲) 연창회, Fantasy Spring Resort Casino,  
캘리포니아
, Indio
```

- 2018년

```
 9월 29일 왕울지(王菀之), 왕걸 「왕자귀래(王者歸來)」
미국
 
캘리포니아
```

- 2019년

```
 3월 31일 왕걸(王傑) 미국대서양성연창회(美國大西洋城演唱會)
```

## 필모그래피

### 영화
| 연도   | 작품명                                  | 역할                         | 비고 |
| 1971년 | 귀태감 (鬼太監)                         |                              | 아역배우 |
| 1974년 | 귀마소천사 (鬼馬小天使)                 |                              | 아역배우 |
| 1975년 | 아재연애 (我在戀愛)                     |                              | 아역배우 |
| 1975년 | 주바여랑 (酒吧女郎)                     |                              | 아역배우 |
| 1977년 | 홍희관 (洪熙官)                         | 홍문정 (洪文定)              | 아역배우 |
| 1978년 | 살절 (殺絕)                             | 무명의 청년 검객             | 아역배우 |
| 1988년 | 천재소병 (天才小兵)                     | 소대장                       | |
| 1989년 | 늑대 7 (七匹狼)                         | 낙세호 (駱世豪)              | |
| 1989년 | 늑대 7 2 (七匹狼2)                      | 낙세호 (駱世豪)              | |
| 1991년 | 지존무상 2 - 영패천하                   | 구걸(仇傑, 애칭 : 아걸 阿傑) | |
| 1992년 | 사막의 드래곤 (戰龍在野)                | 왕인걸 (王仁傑)              | 1990년 11월 22일~12월 8일에는 프랑스에서 촬영, 1990년 12월 31일에는 남아프리카에 위치한 나미비아에서 야외 촬영 |
| 2000년 | 소이비도지비도외전 (小李飛刀之飛刀外傳) | 이심환 (李尋歡)              | |
| 2000년 | 애여성 (愛與誠)                         | 왕일 (王一)                  | |
| 2000년 | 표차지차신전설 (飆車之車神傳說)         | 왕비 (王飛)                  | |
| 2001년 | 음양애 (陰陽愛)                         | 아순 (阿盾)                  | |
| 2002년 | 표홀남녀(飄忽男女)                      | 아룡 (阿龍 )                 | 홍콩판 제목: 정연기수기(情緣汽水機), 우정출연                                                                  |
| 2002년 | 도신지신(賭神之神)                      | 임재소 (林在紹)              | 기독교복음영화, 실화를 바탕으로 재구성                                                                         |
| 2002년 | 저개하천유이성(這個夏天有異性)          | Danny                        | |
| 2004년 | 충봉함진 (衝鋒陷陣)                     | 완북진 (阮北進)              | 홍콩판 제목: 중안리자GUN                                                                                       |
| 2004년 | 뉴 폴리스 스토리                        | 황삼 (黃森)                  | 우정출연 |

### TV 드라마
| 연도   | 작품명                                     | 역할                  | 비고 |
| 1990년 | 양자불교수지과(養子不教誰之過)             | 팽영흠 (彭永欽)       | 왕걸의 출연료는 1시간 당 12만으로, 당시 대만 드라마 중에서는 가장 높은 출연료를 기록했으며 드라마 1시간 당 출연료로 15만을 받는 홍콩의 정소추의 다음순위를 기록하였다. |
| 1992년 | 혈천당서(血濺塘西)                         | 연가영 (連家榮)       | 홍콩 TVB 창사 25주년 기념드라마로 최고 시청률 39%를 기록하였다. |
| 2003년 | 충상운소 (衝上雲霄)                        | 왕조배 (王祖培, Josh) | 제 32, 35, 36회 우정출연，2003년 11월 방영 |
| 2004년 | 혈살 (血殺)                                |                       | 텔레비전영화, 진문원 (陳文媛), 향해람 (向海嵐), 조영렴 (曹永廉)과 출연. 2004년 1월 방영 |
| 2005년 | 노파대인 (老婆大人)                        | 대지웅 (戴智雄)       | 극중 역할은 주임재판관으로, 극에서 대관(戴官)으로도 불렸다. |
| 2009년 | 논진일가인지미완적가(論盡一家人之未完的歌) |                       | 홍콩라디오텔레비전 TV프로그램《논진일가인(論盡一家人)》 중에 하나에 속한 단막극에 우정출연 하였다. |
| 2011년 | 상해탄지의협전기 (上海灘之俠醫傳奇)        | 홍일 (洪日)           | 2004년에 촬영을 마친 작품이지만, 방영이연기되어, 2010년 12월에 싱가포르에서 먼저 방영되었으며, 2011년 10월에 홍콩 공중파 방송국인 ATV(亞洲電視)에서 방영되었다. 방송이 오랫동안 지연되자, 주제곡으로 왕걸이 부른 광동어 노래 <구장미(舊薔薇)>가 아닌 다른 노래로 교체되었다. |

## 저서
- 1990년 12월 《타, 일개인 : 왕걸적고사(他，一個人：王傑的故事)》, 왕걸 구술, 오담여(吳淡如) 저, 황관출판(皇冠出版)
- 1992년 1월 《고응 왕걸적심정사진(孤鷹　王傑的心情寫真)》, 왕걸[28], 총봉출판(叢逢出版)